# Joseph Schreieder

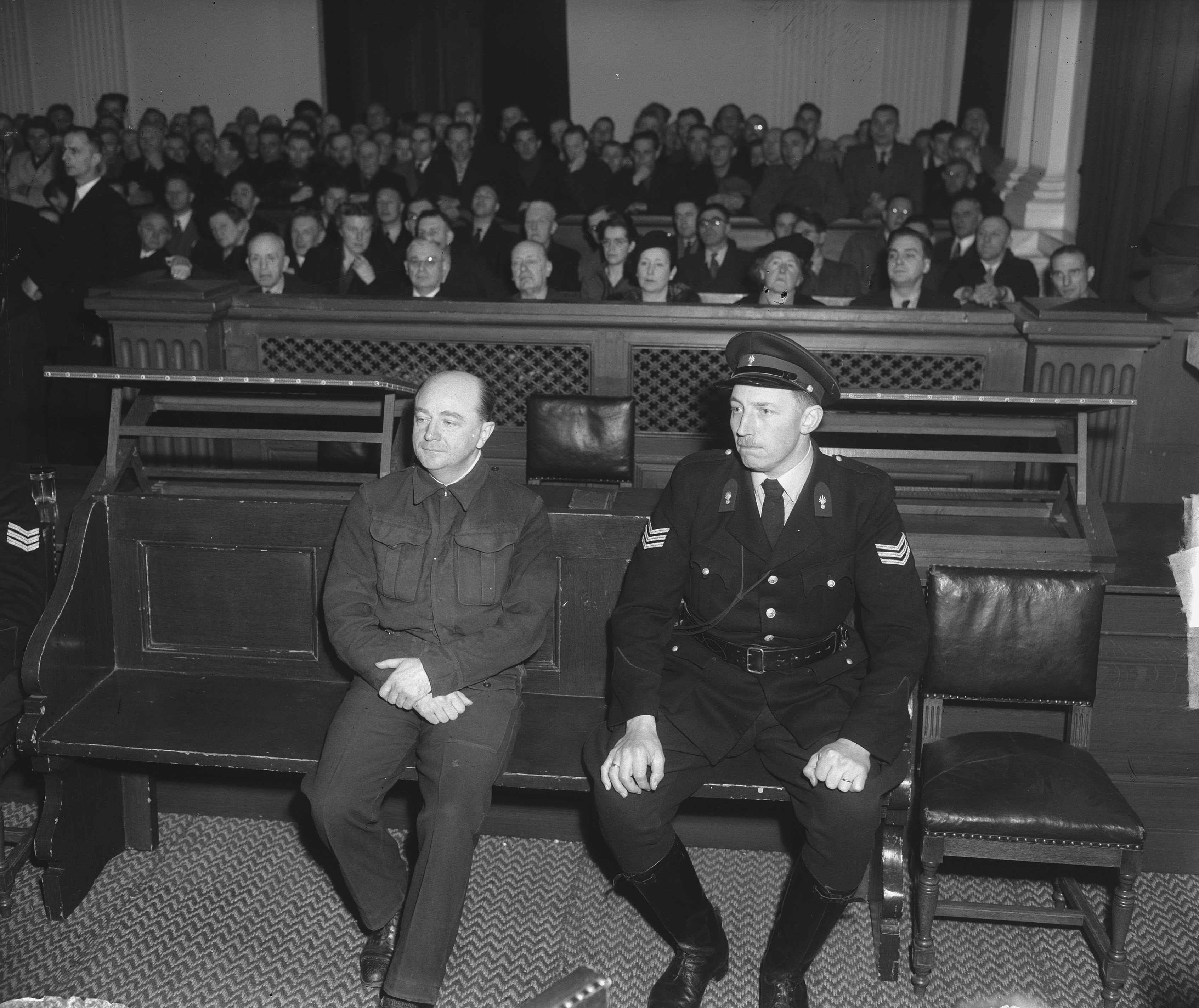
Joseph Schreieder (Gericht Leeuwarden, 1949)

Joseph Schreieder (geboren 15. August 1904 in München; gestorben unbekannt) war ein deutscher Polizeibeamter. Während des Zweiten Weltkriegs war er neben Hermann J. Giskes die wichtigste Figur im sogenannten „Englandspiel“.

## Leben

### Bis 1939
Schreieder war in München Schüler an der Luitpold-Oberrealschule, begann zunächst als Rechtsanwaltsgehilfe und wurde 1923 Beamtenanwärter bei der Polizei im Einfachen Dienst. Ab 1932 wechselte er zur Politischen Polizei, zu dem Zeitpunkt war er gerade zum Kriminalsekretär befördert worden. 1933 wurde er dem stellvertretenden Führer der bayerischen Polizei Reinhard Heydrich unterstellt. Gemeinsam mit Heydrich unterschrieb er am 12. Juli 1933 einen Bericht an den Reichsstatthalter Franz Ritter von Epp, in dem die Schutzhaft in Dachau und die Einziehung des Vermögens von Thomas Mann begründet wurde. Schreieder formulierte das so: „Diese undeutsche, der nationalen Bewegung feindliche, marxistische und judenfeindliche Einstellung gab Veranlassung, gegen Thomas Mann Schutzhaft zu veranlassen.“ Mann war bereits am 11. Februar 1933 ins Ausland gegangen und konnte nun nicht mehr zurückkehren.
1934 wurde Schreieder Mitglied der SS, in der er 1943 den Rang eines SS-Sturmbannführers (Major) erreichte, 1937 wurde er Mitglied der NSDAP. Im Polizeidienst erreichte er 1944 den Rang eines Kriminaldirektors.
1938 wurde er Grenzpolizeikommissariatleiter, zunächst in Lindau, dann nach dem Anschluss Österreichs in Feldkirch und Bregenz. Auf der Schweizer Seite versuchte Paul Grüninger die Grenze für Flüchtlinge aus Österreich offenzuhalten, Schreieder hat das nicht behindert, da die Juden im Deutschen Reich noch bis Oktober 1941 zur Auswanderung gezwungen wurden. Schreieder habe Grüninger nach dessen Suspendierung als St. Galler Polizeikommandanten im Frühjahr 1939 eine hohe Stelle bei der SS-Polizei angeboten.
Am 24. März 1939 kam es  zu einem Putschversuch von Vorarlberger SA- und HJ-Mitgliedern und Liechtensteiner Nationalsozialisten mit dem Ziel eines Anschlusses Liechtensteins, den Schreieder vereitelte.

### 1940 bis 1949

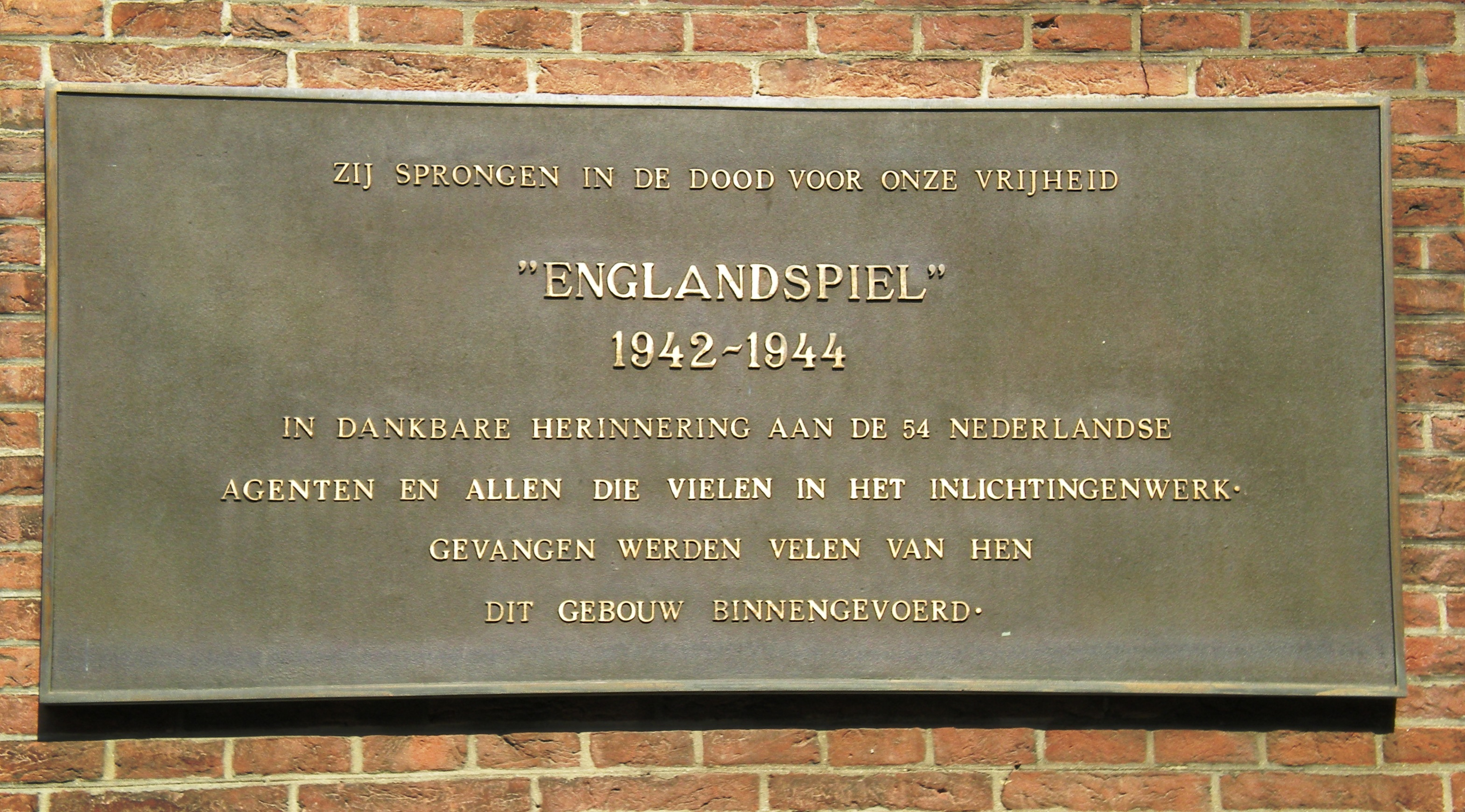
Gedenktafel an Schreieders ehemaligem Dienstsitz im Binnenhof in Den Haag für die Opfer des „Englandspiels“.

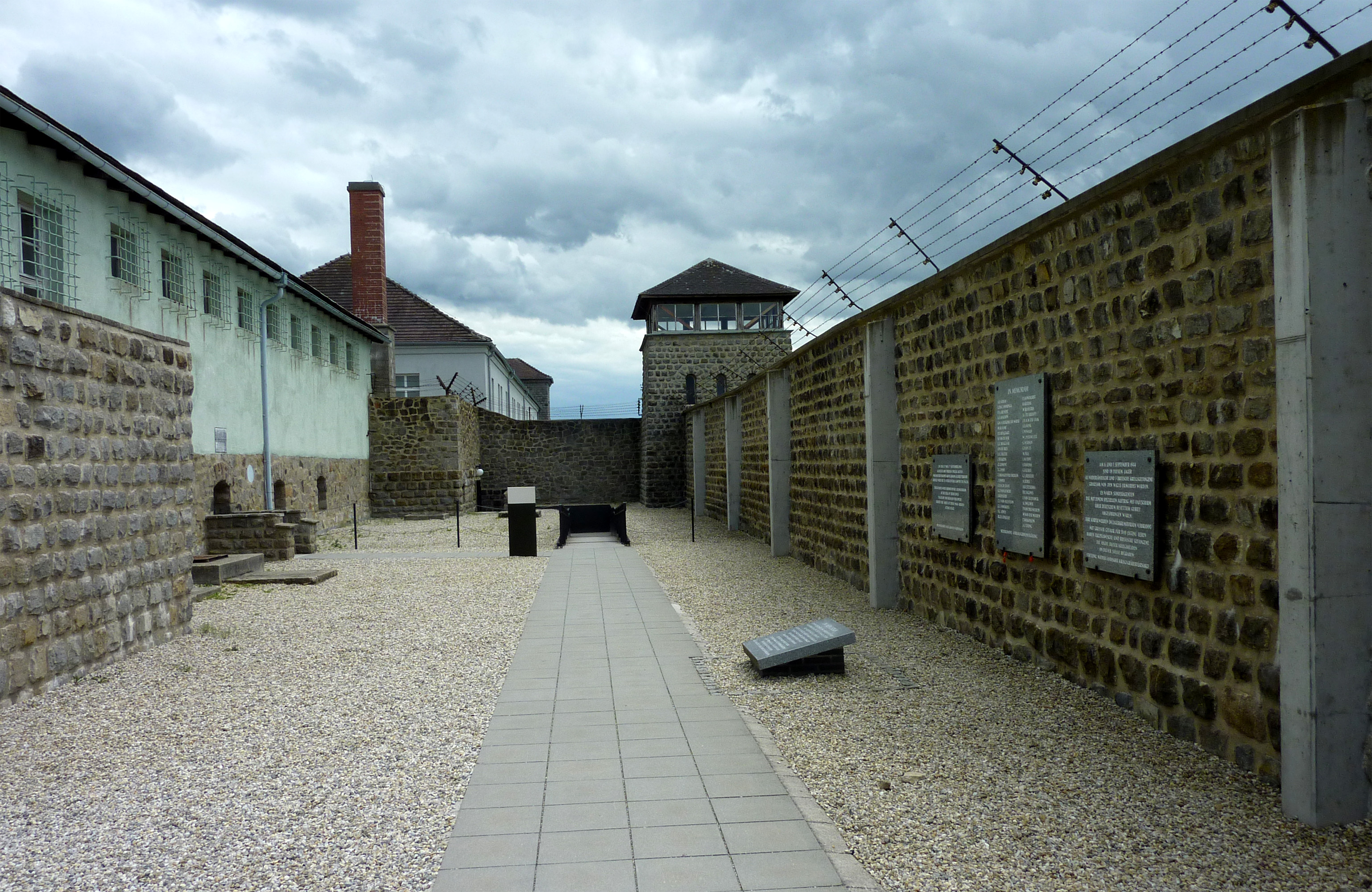
Hinter dem Arrestgebäude des KZ Mauthausen befindet sich seit 1968 ein Denkmal für die 47 dort von der SS liquidierten SOE-Agenten.

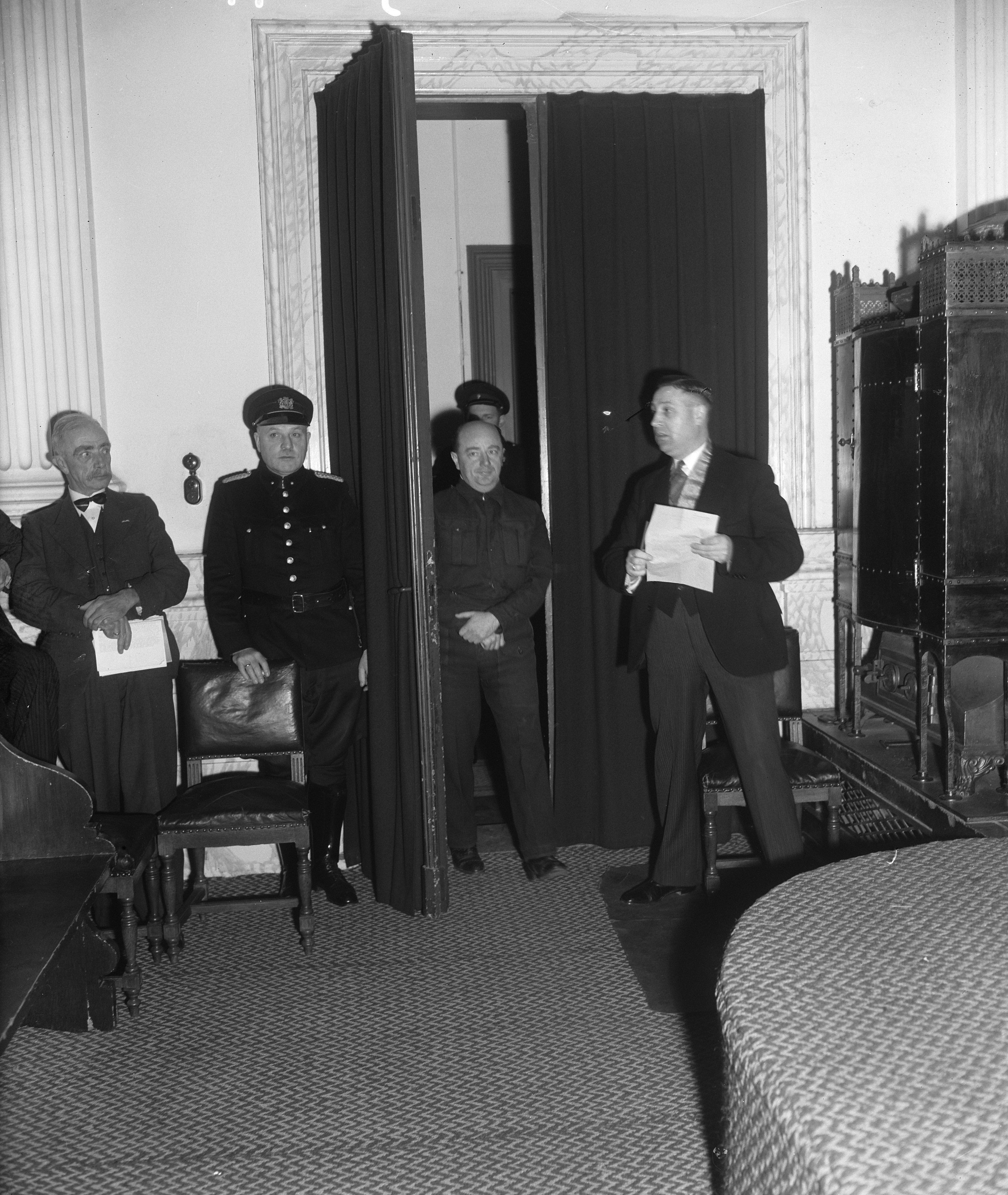
Joseph Schreieder (Gericht Leeuwarden, 1949).

Ab dem 15. August 1940 war er Leiter der mit Gegenspionage befassten Abteilung IV E beim Befehlshaber der Sicherheitspolizei und des SD Wilhelm Harster in den besetzten Niederlanden. Gemeinsam mit Major Hermann J. Giskes, dem Leiter der militärischen Abwehr III F in den Niederlanden, war er für das sogenannte „Englandspiel“ verantwortlich. Durch Irreführung der britischen Special Operations Executive (SOE) gerieten zwischen März 1942 und Mai 1943 über fünfzig in England für Spionage- und Sabotageoperationen ausgebildete niederländische SOE-Agenten bereits bei ihrer Fallschirmlandung in die Hände der Deutschen, außerdem tonnenweise Sprengstoff, Waffen und Munition. Fast alle dieser Fallschirmagenten wurden im September 1944 im KZ Mauthausen von der SS liquidiert, wo 1968 ein Denkmal für sie errichtet wurde.
Am 16. Mai 1945 wurde Schreieder in Rotterdam festgenommen, zunächst in der britischen Zone in Deutschland interniert und von der britischen Spionageabwehr ausführlich zum „Englandspiel“ verhört.
Im März 1947 wurde Schreieder den Niederländern übergeben. In Den Haag wurde ein Verfahren  gegen ihn wegen des Verdachts von Straftaten im Rahmen der Spionageabwehr eingestellt. Als die Staatsanwaltschaft in Leeuwarden wegen derselben Taten Anklage gegen Schreieder erhob, wurde dieses zweite Verfahren mangels neuer Verdachtsgründe ebenfalls eingestellt.
In einem dritten Verfahren ging es in Leeuwarden um eine Vergeltungsmaßnahme wegen eines Anschlags auf eine Eisenbahn.
Wegen der Erschießung gegen Kriegsende in Dronrijp wurde Schreieder freigesprochen.
Beim Prozess gegen den 1950 hingerichteten Niederländer Anton van der Waals, der während der Besetzung als V-Mann für den deutschen SD gearbeitet hatte, wurde er als Zeuge verhört. Schreieder wurde am 17. März 1949 nach Deutschland abgeschoben.

### Ab 1949
Um seine Entnazifizierung durchzusetzen („für die Entnazifizierung meiner SS-Angelegenheit“), nahm Schreieder 1949 Kontakt mit seinem früheren SS-Kollegen Karl Brunner auf. Schreieder schrieb das Entlastungsschreiben an die Spruchkammer selbst und ließ es von Brunner unterschreiben.
Schreieder veröffentlichte 1949 in den Niederlanden und 1950 in Deutschland ein Buch über das „Englandspiel“. Das Braunbuch nennt ihn als einen der Entlastungszeugen, die bei der Verteidigung der wegen Kriegsverbrechen angeklagten NS-Verbrecher aktiv waren. Er war auch für Radio Freies Europa in München tätig und arbeitete dort mit seinem ehemaligen Gegner Erik Hazelhoff Roelfzema zusammen. Die Anstellung bei dem Radiosender hatte Reinhard Gehlen über Peter Fischer eingeleitet. Schreieder war zu Nazi-Zeiten Fischers Vorgesetzter gewesen.
Unter dem Decknamen Cabolt arbeitete Schreieder für die CIA. Er war Mitarbeiter der Organisation Gehlen und ab 1955 beim Bayerischen Landesamt für Verfassungsschutz auf dem Gebiet Spionagebekämpfung tätig.
Über sein weiteres Leben ist nichts bekannt. Der Schweizer Historiker Stefan Keller hatte bei seinen Recherchen zu Paul Grüninger Kontakt zu Schreieders Ehefrau, zu dem Zeitpunkt lebte Joseph Schreieder nicht mehr, das Buch wurde 1993 veröffentlicht.

## Werke
- Het Englandspiel, van Holkema & Warendorf, Amsterdam 1949.
- Das war das Englandspiel, Walter Stutz, München 1950.

## Trivia
Zu dem Spionagethema „Englandspiel“ gibt es mehrere publikumsorientierte Darstellungen und auch Spionageromane, in denen auch die Person Schreieder vorkommt. Auch Grace Stoddard hat dazu einen Beitrag geleistet:
Nach der Operation Market Garden trifft der gefangen genommene britische Offizier und Agent Keith Armstrong im Gestapo-Quartier in Arnheim auf „Oberstleutnant Joseph Schreider“. „Schreider“ verhört Armstrong, misshandelt ihn und versucht ihn zu erpressen. Armstrong und seine Mitgefangenen werden danach ins KZ Buchenwald deportiert.
1955 drehte Duilio Coletti den italienischen Spielfilm „Londra chiama Polo Nord“ (dt.: London ruft Nordpol) frei gestaltet nach Spione überspielen Spione von Hermann J. Giskes. Joseph Schreieder wurde als „Hermann“ von René Deltgen gespielt und Giskes als „Bernes“ von Curd Jürgens.